# 哥萨克3
《哥萨克3》是2016年由乌克兰GSC Game World公司推出的一款即时战略游戏。本作实质是系列首作的重制版，游戏的时代背景同样设定为17-18世纪的欧洲。

## 游戏玩法
本作中囊括了一代原作中的12个国家，70个单位，100项技术和140以上的历史建筑 。本作支持8名玩家和8000个单位同局对战，且支持追加下载内容。

## 评价
《哥萨克3》在GameRankings和metacritic上的评价差强人意。